# الوسام البريطاني لشرطة أقاليم الخارج
الوسام البريطاني لشرطة أقاليم الخارج أو الوسام البريطاني لشرطة أقاليم ما وراء البحار واسمه سابقًا الوسام البريطاني للخدمات الجليلة للشرطة الاستعمارية وهو وسام عسكري بريطاني جرى تأسيسه بتاريخ 10 مايو 1938 ليمنح للعسكريين البارزين في أقاليم الإمبراطورية البريطانية وذلك تقديرًا لخدمتهم المتميزة.

## تأسيس الوسام
جرى استحداث الوسام بأمر ملكي من ملك المملكة المتحدة جورج السادس وذلك بتاريخ 10 مايو 1938 تحت اسم «الوسام البريطاني للخدمات الجليلة للشرطة الاستعمارية»، وقد جرى منحه للعسكريين البارزين في أقاليم الإمبراطورية البريطانية وذلك تقديرًا لخدمتهم المتميزة.
في عام 2012 تم تغيير اسم الوسام ليصبح «الوسام البريطاني لشرطة أقاليم الخارج» أو ما يعرف باسم «الوسام البريطاني لشرطة أقاليم ما وراء البحار».

## شخصيات عربية حصلت على الوسام
- سعادة الجلاد، جنرال وقائد عسكري فلسطيني.[3][4]